# Nevis (Minnesota)
Nevis is een plaats (city) in de Amerikaanse staat Minnesota, en valt bestuurlijk gezien onder Hubbard County.

## Demografie
Bij de volkstelling in 2000 werd het aantal inwoners vastgesteld op 364.
In 2006 is het aantal inwoners door het United States Census Bureau geschat op 389, een stijging van 25 (6.9%).

## Geografie
Volgens het United States Census Bureau beslaat de plaats een oppervlakte van
2,6 km², waarvan 2,4 km² land en 0,2 km² water.

## Plaatsen in de nabije omgeving
De onderstaande figuur toont nabijgelegen plaatsen in een straal van 32 km rond Nevis.